# واوکورتیس
واوکورتیس (به فرانسوی: Vaucourtois) یک کمون در فرانسه است که در Canton of Crécy-la-Chapelle واقع شده‌است.

## خصوصیات
واوکورتیس ۴٫۶۸ کیلومترمربع مساحت و ۲۱۱ نفر جمعیت دارد.